# Етеревское сельское поселение
Ете́ревское сельское поселение  — упразднённое муниципальное образование в составе Михайловского муниципального района Волгоградской области России. Административный центр — станица Етеревская.

## История
Етеревское сельское поселение в старину имело именование Етеревский юрт (казачий), в состав которого входило от 12-ти до 16-ти казачьих хуторов. Административным центром казачьего юрта являлась станица Етеревская.
Упразднено в 2012 году.
12 июля 2012 г. приобретён новый статус: «Етеревская  сельская  территория» – Отдел городского округа "Город Михайловка".

## География
Поселение расположено на северо-востоке Михайловского района Волгоградской области.

## Население
Численность населения составляет 1,193 тыс. человек (2011 год).

## Состав сельского поселения
| № | Населённый пункт | Тип населённого пункта          | Население |
| - | ---------------- | ------------------------------- | --------- |
| 1 | Большая Глушица  | хутор                           | 105       |
| 2 | Етеревская       | станица, административный центр | 794       |
| 3 | Ильменский 2-й   | хутор                           | 294       |

## Власть
В соответствии с Законом Волгоградской области от 18 ноября 2005 г. N 1120-ОД «Об установлении наименований органов местного самоуправления в Волгоградской области», в Етеревском сельском поселении была установлена следующая система и наименования органов местного самоуправления:
- Совет депутатов Етеревского сельского поселения
- Глава Етеревского сельского поселения
- Администрация Етеревского сельского поселения